# 生達化學製藥
生達化學製藥股份有限公司
(英語：Standard Chem & Pharm CO., LTD.，簡稱：生達化學製藥)，創立於1967年，1995年股票上市，股票代碼1720，是中華民國的一家綜合製藥廠，總部設立在台灣台南市新營區。營業項目包括：西藥、原料藥、及保健產品，為台灣前三大學名藥廠。

## 經營理念
創辦人范進財先生，經營理念『誠正精新，造福人群』。為台灣前三大學名製藥廠，素有北中化、中永信、南生達之稱號。

## 歷史沿革(年表)
- 1967年，生達化學製藥公司成立
- 1985年，核准為GMP綜合製藥廠
- 1995年，股票掛牌上市，股票代碼1720[1]
- 2000年，通過美國食品藥品監督管理局(U.S.Food and Drug Administration, FDA)查廠
- 2003年，原料藥廠通過GMP
- 2004年，通過南非MCC評鑑
- 2005年，通過韓國KFDA查廠
- 2008年，通過日本藥物製造核准(Japanese Drug Manufacturer Certification)
- 2009年，原料藥合成廠通過澳洲TGA評鑑
- 2009年，通過台灣衛福部TFDA PIC/S GMP查廠[6]
- 2012年，通過台灣衛福部TFDA藥物運銷規範
- 2017年，通過美國食品藥品監督管理局(U.S.Food and Drug Administration, FDA)後續性查廠
- 2018年，通過日本PMDA GMP原料藥及製劑藥品查廠[7]
- 2020年，榮獲蔡英文總統頒發體育推手獎-推展類金質獎[8]

## 主要產品
- (1)	心血管系統用藥
- (2)	消化系統用藥
- (3)	糖尿病用藥
- (4)	呼吸系統用藥
- (5)	中樞神經系統用藥
- (6)	循環系統用藥

## 其他關聯組織

### 子公司
台灣
- 生展生物科技股份有限公司(OTC上（興）櫃股票：8279（上櫃、興櫃，若已上市或直接上櫃、上市者，興櫃資料無法查詢）)
- 端強實業股份有限公司
- 怡發科技股份有限公司
- 盈盈生技製藥股份有限公司
- 升訊網路科技股份有限公司

東南亞
- Standard Chem & Pharm. Philippines, Inc.

中國
- 江蘇生達生技醫藥股份有限公司
- 江蘇達亞生技醫藥股份有限公司

### 轉投資公司
台灣
- 生泰合成工業股份有限公司(OTC上（興）櫃股票：1777（上櫃、興櫃，若已上市或直接上櫃、上市者，興櫃資料無法查詢）)
- 佑全保健藥妝&健康人生藥局
- 三友生技醫藥股份有限公司

美國
- Stason Pharmaceuticals,Inc.
- Boscogen, Inc.

## 企業社會責任
民國76年創立財團法人范道南文教基金會，藉由基金會棉薄之力，回饋鄉里，致力於文教活動之推廣。